# Північна Німеччина
Північна Німеччина (нім. Norddeutschland) — географічна область на півночі Німеччини, яка не має, однак, окреслених кордонів. Серед іншого в цю область входять регіони, в яких говорять або говорили нижньонімецькою мовою, а також північні землі Німеччини.
Почуття приналежності до «північних німців» засноване насамперед на споконвічному для цих районів нижньонімецькому діалекті та особливому північному менталітеті, а також на певних загальних аспектах історії (наприклад, Ганза). Північну Німеччину зазвичай прийнято розділяти на Північно-Західну і Північно-Східну.